# نینفیلد
نینفیلد (به انگلیسی: Ninfield) یک روستا و محله مدنی در بریتانیا است که در Wealden واقع شده‌است. نینفیلد ۱۰٫۶ کیلومتر مربع مساحت و ۱٬۵۶۲ نفر جمعیت دارد.